# 佐藤文也
佐藤文也（日语：さとうふみや，1965年12月22日—），本名佐藤文子（さとう ふみこ），日本女性漫畫家，幸福實現黨文化局長。埼玉縣大宮市出身。血型O型。

## 簡歷
1991年以作品入選第46回週刊少年Magazine新人漫畫賞，出道。
1992年起在《週刊少年Magazine》上連載推理漫畫《金田一少年之事件簿》，並於1995年以其獲得第19回講談社漫畫賞。2000年《金田一少年之事件簿》漫畫連載結束後，新作從2004年至今以不定期的方式連載。     
另外，從2001年至2005年連載《偵探学園Q》（天樹征丸原作），還被改編成電視動畫、電視劇及電子遊戲。
2009年出任幸福實現黨文化局長，並獲得該黨提名出戰福岡8區，以「漫畫家」的身份挑戰被稱為「漫畫首相」的時任眾議院議員麻生太郎。7月18日，幸福實現黨改為提名排列東京都比例代表選舉。

## 主要作品
- 金田一少年之事件簿（週刊少年Magazine 1992年45號～2001年2號、2004年～不定期連載）
- 偵探學園Q（週刊少年Magazine 2001年25號～2005年34號、2007年30號～38號）
- 鉄人奪還作戰
- 金田一37歲之事件簿

## 老師
- 永野茜（永野あかね）

## 助手
- 淺井信悟

## 外部連結
- （日語）http://satofzik.exblog.jp/（页面存档备份，存于）